# Metophthalmus ferrugineus
Metophthalmus ferrugineus is een keversoort uit de familie schimmelkevers (Latridiidae). De wetenschappelijke naam van de soort werd in 1865 gepubliceerd door Thomas Vernon Wollaston.